# Frances Grun
Frances Grun (* 1. Januar 1874 in London; † 13. September 1946 in Oberursel) war eine deutsch-englische Schriftstellerin.

## Leben
Frances Grun  wurde als drittes Kind des Teehändlers Robert Grun aus Königsberg/Preußen und dessen Ehefrau Maria geb. Horneffer in London geboren. Geschwister waren James, Eleanor und Constance Grun. Sie wuchs auf in London, kam dann 1888 mit Mutter und Geschwistern nach Frankfurt zu Verwandten der Mutter. Während Bruder James gleich mit einem Studium am Hoch’schen Konservatorium begann, bekamen die beiden älteren Schwestern erst 2 Jahre Privatunterricht, ehe sie ein Studium am Hoch’schen Konservatorium anfingen. In den Jahrbüchern des Konservatoriums sind Eleanor und Frances für Gesang eingetragen, James für Klavier. Mit fünfzehn Jahren schrieb Frances ihre ersten zarten wie wuchtigen und phantasiereichen Gedichte.
In Frankfurt befanden sich die Geschwister bald in einem Kreis interessanter, genialer und lieber Menschen und kamen in das Atelier des großen Malers Hans Thoma in der Wolfsgangstraße und knüpften mit der Familie Thoma eine herzliche Freundschaft an. Bei Thomas musizierten sie viel, und Frances, die von Hans Thomas Kunst sehr beeindruckt war, komponierte für Klavier Motive zu seinen Bildern, die Thoma und allen Zuhörern sehr gefielen. In diesen Jahren schloss Frances ebenfalls eine innige Freundschaft mit Anna Hauck, einem gleichaltrigen jungen Mädchen, das sie in Veitshöchheim bei Würzburg kennengelernt hatte. Die Freundschaft währte ein ganzes Menschenalter hindurch bis zu Anna Haucks Tod in Bamberg im Januar 1946.
Nach einer Reihe sehr schöner und mitunter auch schwerer Jahre in Frankfurt am Main starb dort zum größten Schmerz der Geschwister die über alles geliebte und verehrte Mutter. Die drei Schwestern zogen mit den Geschwistern der Mutter für einige Jahre nach Ostende ans Meer. Bruder James war vorher schon nach London übergesiedelt und heiratete dort Alice Dessauer, eine langjährige Schülerin von Clara Schumann. Er starb 1925 an den Folgen eines Verkehrsunfalls.
Nach der Rückkehr nach Deutschland im Herbst 1901, diesmal nach Oberursel am Taunus, begann Frances größere Werke zu schreiben. Durch eine Einladung von Agathe Thoma an die drei Schwestern um die Weihnachtszeit 1904 kamen sie wieder mit Meister Hans Thoma in Karlsruhe zusammen, in dessen Leben durch den Tod seiner geliebten Gattin Cella im November 1901 eine schmerzliche Lücke entstanden war.
Hans Thoma, innerlich vereinsamt und entmutigt, fasste eine tiefe Neigung zu Frances, die mit ihrer sonnig-heiteren Natur eine erstaunliche Ähnlichkeit mit Cella Thoma hatte. Thoma schrieb einmal an Frances: „Du bist das Ebenbild meiner verstorbenen Cella, so war sie in ihrer Jugend.“ Hans Thoma wechselte mit Frances Ringe und verlobte sich mit ihr am 19. Mai 1905.
Der Unterschied der Jahre machte sich jedoch geltend, und Hans Thoma und Frances entschlossen sich, der irdischen Verbindung zu entsagen.  Frances blieb jedoch mit Hans Thoma, bis zum Tode des Meisters, in treuer Liebe und Freundschaft verbunden. Frances sollte allen Anteil an seinen künstlerischen Plänen und an seinem Schaffen haben: er teilte ihr alles mit, was ihn bewegte, und wünschte, dass beide ihre Ringe immer behalten sollten. Ein umfangreicher Briefwechsel fand im Laufe der neunzehn Jahre der Freundschaft bis zum Tode des Meisters zwischen diesen beiden groß empfindenden Menschen statt. Thomas Tod am 7. November 1924 wurde von Frances schwer empfunden und riss eine Lücke in ihr Leben, die nie ganz auszufüllen gewesen ist.  Mit Agathe Thoma blieb Frances bis zu Agathes Tod am 29. Oktober 1928 in freundschaftlicher Verbindung.
Über Hans Thoma und seine Kunst hielt Frances Lichtbildvorträge zuerst in der Schweiz, in Bern, in Solothurn, Herzogenbuchsee und Grenchen, auch in Oberursel zum Besten des Roten Kreuzes und in Frankfurt drei Vorträge zur Feier von Hans Thomas hundertsten Geburtstag im Jahre 1939.
Ende 1912 zogen die drei Schwestern aus Gesundheitsrücksichten nach Bad Kreuznach, um beim Ausbruch des Weltkrieges 1914 wieder nach Frankfurt zu lieben Verwandten zu eilen.  Sie verblieben dann in Frankfurt, wo zum großen Leid von Frances und Eleanor im Juli 1934 die geliebte Schwester Constance starb.
Frances und Eleanor verbrachten die Jahre des Zweiten Weltkrieges bei lieben Freunden in Oberursel am Taunus. Ganz unerwartet und schnell verschied Frances in den Armen von Eleanor infolge eines Schlaganfalles im September 1946 in Oberursel und ruht nun mit der geliebten Mutter und Schwester Constance im Erbgrab auf dem Hauptfriedhof in Frankfurt am Main.

## Werke
- Thorolf und die Werwölfin oder der Kampf in Rogaland. Altnordisches Drama in drei Aufzügen und einem Vorspiel. Von Frances Grun mit 4 Zeichnungen von Constance Grun. Druck Wüsten & Co. Frankfurt 1916. (Digitalisat)

- Zauberwald. Bilder von Hans Thoma, Gedichte von Frances Grun. Druck und Verlag Kunstanstalt Wüsten & Co, Frankfurt a. M. 1917 (Digitalisat)

- Der Berggeist. Schauspiel in vier Aufzügen und einem Vorspiel. Von Frances Grun mit Bildern von Hans Thoma. Druck Wüsten & Co. Frankfurt 1919.

- Heinrich und Kunigundis. Müsterium in vier Akten. Von Frances Grun, 1924, Herausgegeben von Eleanor Grun, Druck W. Kramer & Co. Frankfurt 1950.

- St. Henry and St. Kunigundis. A Miracle Play in 4 Acts. Nachdichtung von Frances Grun in englischer Sprache 1946.

- Hans Thoma und Frances Grun. Lebenserinnerungen von Frances Grun. Herausgegeben von Walter Kreuzburg. Druck Waldemar Kramer Frankfurt 1957.

- Welt der Seele. Ein Ruf der Neuromantik in Gedichten von Frances Grun. Herausgegeben von Walter Kreuzburg. Druck Franza Rowold  Oberursel am Taunus 1959.